# Amalia Isabel de Hanau-Münzenberg
Amalia Isabel de Hanau-Münzenberg (en alemán: Amalia Elisabeth von Hanau-Münzenberg; Hanau, 29 de enero de 1602-Kassel, 8 de agosto de 1651), también conocida como Amelia, fue condesa de Hanau-Münzenberg por nacimiento, y landgravina de Hesse-Kassel por su matrimonio con Guillermo V. Asumió como regente de Hesse-Kassel desde 1637 hasta 1650, destacándose por su fuerza como gobernante y su alianza con Francia en la guerra de los Treinta Años.

## Biografía
Amalia era la hija mayor del conde Felipe Luis II de Hanau-Münzenberg y de Catalina Bélgica de Orange-Nassau, ésta hija a su vez del príncipe Guillermo de Orange.
En 1619, se casó con el futuro landgrave Guillermo V de Hesse-Kassel. Los conflictos de su esposo en la guerra de los Treinta Años provocaron que la familia se exiliara del país. Tras la muerte de Guillermo V en 1637 y la derrota de Hesse-Kassel en la guerra, Amalia regresó a Kassel con sus hijos. Su hijo mayor, Guillermo VI, fue nombrado nuevo landgrave, pero por su minoría de edad Amalia se encargó del gobierno.
Amalia mantuvo la política de colaboración con Francia y Suecia que había llevado su difunto marido. Se negó a reconocer los acuerdos de 1627, que estipulaban que el territorio del extinto landgraviato de Hesse-Marburgo debía pasar en su totalidad a propiedad de Hesse-Darmstadt. La regente inició las hostilidades contra Hesse-Darmstadt y el 6 de marzo de 1645, su ejército invadió el norte de Hesse-Marburgo, en un conflicto armado que duraría hasta 1648, conocido como la guerra hessiana, dentro de la guerra de los Treinta Años. El ejército de Amalia logró imponerse al de Jorge II de Hesse-Darmstadt. Con la Paz de Westfalia, se anularon los acuerdos de 1627 y Hesse-Kassel consiguió mantener la posesión del norte de Hesse-Marburgo, que incluía la ciudad de Marburgo.
Amalia recibió un fuerte apoyo económico del cardenal Richelieu para mantener un ejército de 20,000 hombres. Asimismo, luchó porque se reconociera la igualdad del calvinismo con el luteranismo y el catolicismo en los Estados miembros del Sacro Imperio Romano Germánico.
El 25 de septiembre de 1650, dejó el gobierno en manos de su hijo, el landgrave Guillermo VI. Falleció el 8 de agosto de 1651 en Kassel, y fue sepultada en la Iglesia de San Martín de esa ciudad.

## Descendencia
- Inés (1620-1626).
- Mauricio (1621).
- Isabel (1623-1624).
- Guillermo (1625-1626).
- Amelia (1626-1693), desposó al príncipe Enrique Carlos de Talmont.
- Carlota (1627-1686), desposó al conde Carlos I Luis del Palatinado.
- Guillermo VI (1629-1646), sucedió a su padre como landgrave de Hesse-Kassel.
- Felipe (1630-1638).
- Adolfo (1631-1632).
- Carlos (1633-1635).
- Isabel (1634-1688), abadesa de la diócesis de Herford.
- un hijo muerto al nacer (1635).
- Luisa (1636-1638).
- un hijo muerto al nacer (1637).

| Predecesor: Juliana de Nassau-Dillenburg | Landgravina consorte de Hesse-Kassel 1627-21 de septiembre de 1637 | Sucesor: Eduvigis Sofía de Brandeburgo |

- Datos: Q272682
- Multimedia: Amalie Elisabeth von Hanau-Münzenberg / Q272682